# McPaper
Die McPaper AG ist eine deutsche Aktiengesellschaft und Marktführer der deutschen Papier- und Schreibwarenläden. Mit knapp 6 Prozent aller Fachgeschäfte in dieser Branche in Deutschland (McPaper: 325 Niederlassungen (2020) und 34 Postagenturen (2020), Branche: 6.700 Geschäfte) erzielte die McPaper AG 2017 einen Umsatzmarktanteil von 14,1 Prozent.

## Geschichte

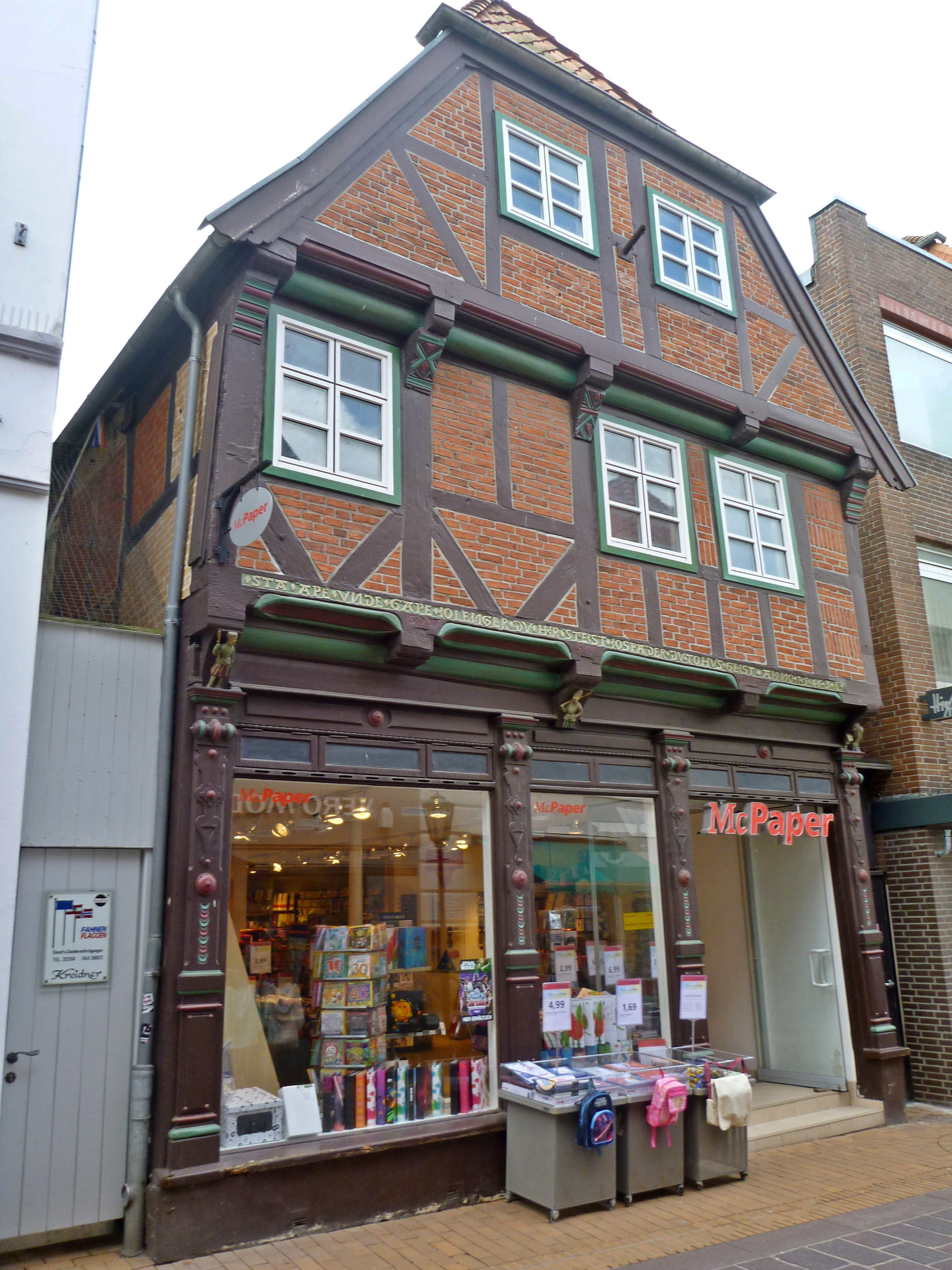
McPaper-Geschäft in Rendsburg

### 1987 bis 2005
Nach einer Idee und einem Konzept und unter der Regie der Herlitz AG wurden Mitte der 1980er Jahre in Aachen, Augsburg und Ludwigsburg die ersten McPaper-Läden in Franchise eröffnet. 1987 folgte die Gründung der McPaper GmbH zusammen mit dem Handelskonzern REWE und dem Schmuckfilialisten Christ. 1990 übernahm Herlitz erneut alle Anteile an der GmbH. Unter der Regie von Heinz Herlitz wurde nunmehr die Expansion – vor allem in den neuen Bundesländern – forciert.
1995 erfolgte, unter dem Aufsichtsratsvorsitz von Klaus Herlitz, die Umwandlung in eine Aktiengesellschaft. 1998 veräußerte Herlitz die McPaper AG an die Deutsche Post AG. 2005 erfolgte durch den zweiköpfigen McPaper-Vorstand ein Management-Buy-out. Die Vorstände Johannes Kahl (* 1955) und Axel Draheim (* 1973) waren zunächst Mehrheitsaktionäre der McPaper AG.

### 2006 bis heute
Alleiniger Anteilseigner der McPaper Aktiengesellschaft ist seit Januar 2006 die JoAx GmbH. Vom Stammkapital der GmbH halten die beiden Geschäftsführer Johannes Kahl und Axel Draheim 37,58 % bzw. 37,52 %; die restlichen 24,9 % liegen bei der JoAx GmbH. McPaper hat als beherrschte Gesellschaft einen Beherrschungs- und Gewinnabführungsvertrag mit JoAx als Vertragspartner. Das Ergebnis der gewöhnlichen Geschäftstätigkeit von McPaper betrug 2017 8,9 Millionen Euro bei einem Umsatz von 101,8 Millionen Euro. Die Anzahl der Mitarbeiter bei McPaper wurde von 1.444 (2008) auf 794 (2009) reduziert, bei jedoch gestiegenen Personalkosten. Diese erhöhten sich von 2008 zu 2009 von 20,3 Millionen auf 21,2 Millionen Euro. Die durchschnittliche Zahl der während des Geschäftsjahres 2020 beschäftigten Mitarbeiter betrug 691 Angestellte.
Derzeit betreibt McPaper deutschlandweit rund 325 Filialen in Eigenregie (Stand: Ende 2020).

## Geschäftszweck
Das Unternehmen bildet die ganze Breite der Schreibwarenbranche ab. Neben Büro-, Schreib- und Schulwaren sowie Geschenkartikeln werden in mehreren Filialen auch die klassischen Postdienste angeboten. Seit der Trennung von der Deutschen Post AG hat diese Dienstleistung jedoch sehr abgenommen.

## Geschäftszahlen
| Geschäftsjahr | Umsatzerlöse in Mio. EUR | Ergebnis der gewöhnlichen Geschäftstätigkeit in Mio. EUR | Veränderung zum Vorjahr | Gewinnabführung an JoAx GmbH in Mio. EUR | Mitarbeiter in Deutschland | Veränderung zum Vorjahr | Eigenkapitalquote in Prozent |
| ------------- | ------------------------ | -------------------------------------------------------- | ----------------------- | ---------------------------------------- | -------------------------- | ----------------------- | ---------------------------- |
| 2006          | 95,3                     | + 13,5                                                   | -                       | (13,5)                                   | 1.257                      | -                       |                              |
| 2007          | 99,7                     | + 14,8                                                   | + 9,6 %                 | (14,8)                                   | 1.374                      | + 9,3 %                 |                              |
| 2008          | 99,1                     | + 16,9                                                   | + 14,2 %                | (16,9)                                   | 1.444                      | + 5,1 %                 |                              |
| 2009          | 104,8                    | + 16,2                                                   | - 4,2 %                 | (16,2)                                   | 794                        | - 45,0 %                |                              |
| 2010          | 111,1                    | + 18,0                                                   | + 11,1 %                | (18,0)                                   | 853                        | + 7,4 %                 |                              |
| 2011          | 112,0                    | + 14,9                                                   | - 17,3 %                | (14,9)                                   | 872                        | + 2,2 %                 |                              |
| 2012          | 110,9                    | + 11,8                                                   | - 16,5 %                | (11,8)                                   | 871                        | - 0,0 %                 |                              |
| 2013          | 110,2                    | + 13,0                                                   | + 10,1 %                | (13,9)                                   | 895                        | + 2,8 %                 | 34,9                         |
| 2014          | 108,1                    | + 11,2                                                   | - 13,8 %                | (11,2)                                   | 877                        | - 2,0 %                 | 34,8                         |
| 2015          | 107,6                    | + 9,8                                                    | - 12,5 %                | (9,8)                                    | 876                        | - 0,0 %                 | 35,3                         |
| 2016          | 106,6                    | + 10,4                                                   | + 5,5 %                 | (10,4)                                   | 851                        | - 2,9 %                 | 44,6                         |
| 2017          | 101,8                    | + 8,9                                                    | - 14,4 %                | (8,9)                                    | 822                        | - 3,3 %                 | 50,0                         |
| 2018          | 96,0                     | + 7,0                                                    | - 21,2 %                | (7,0)                                    | 800                        | - 3,7 %                 | 50,2                         |
| 2019          | 92,7                     | + 4,1                                                    | - 41,4 %                | (4,1)                                    | 767                        | - 4,1 %                 | 51,8                         |
| 2020          | 75,4                     | + 2,1                                                    | - 48,8 %                | (2,1)                                    | 691                        | - 10,0 %                | 55,3                         |
| 2022          | 75,4                     | + 0,4                                                    |                         | (0,4)                                    |                            |                         |                              |
| 2020          | 80,5                     | + 0,4                                                    | + 0,0 %                 | (0,4)                                    |                            |                         |                              |

(Quelle: Geschäftsberichte der jeweiligen Jahre)